# Валовий внутрішній продукт на душу населення

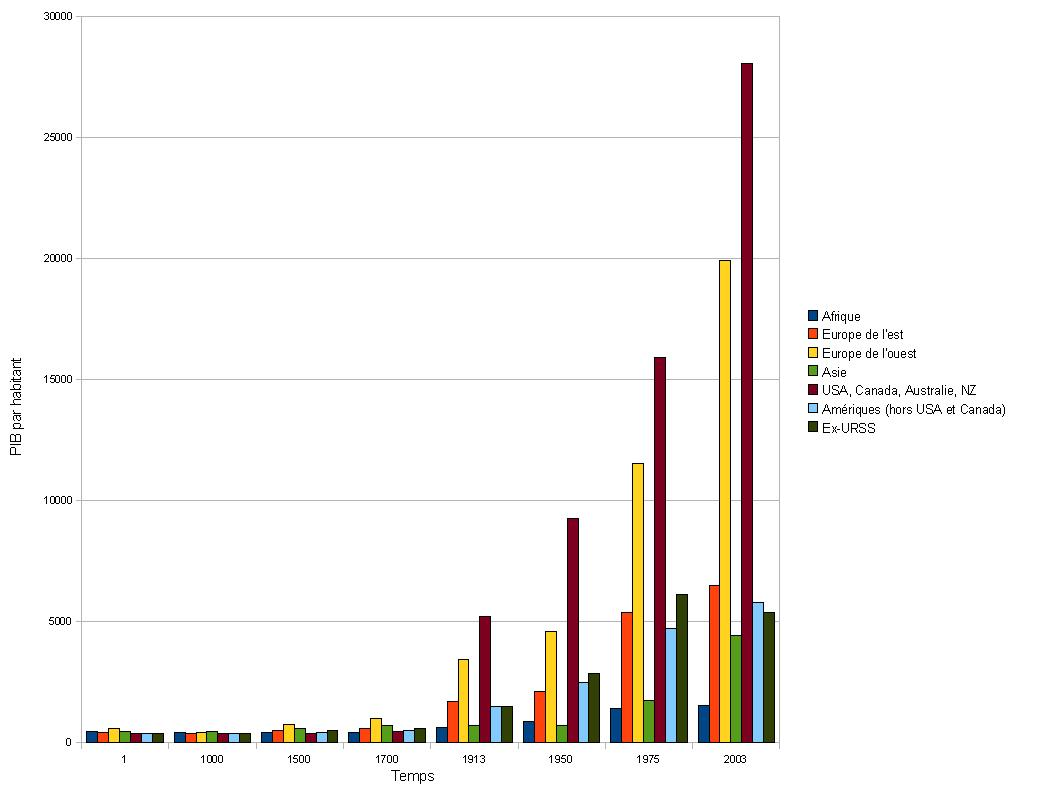
Зміна ВВП на душу населення за регіонами світу від 1 року н. е. до 2003 року, за даними Ангус Меддісон

Валови́й вну́трішній проду́кт на ду́шу насе́лення (ВВП на ду́шу насе́лення) — це показник рівня економічної активності та якості життя населення в окремих країнах і регіонах за певний період. ВВП на душу населення дорівнює значенню ВВП, поділеному на кількість мешканців. Рівень і динаміка цього показника вказують на рівень і динаміку економічного зростання і розвитку країни, однак цей показник відбиває лише середнє значення, тому він не дозволяє враховувати нерівність у доходах і добробуті населення.
Цей показник іноді використовують для приблизної оцінки доходу на душу населення, причому останній показник доступний рідше. У такому випадку в розрахунку використовують не номінальне значення ВВП, а ВВП за паритетом купівельної спроможності (ПКС).

## ВВП на душу населення і рівень життя
ВВП на душу населення переважно відбиває рівень економічної активності і рівень життя. Інші критерії, частково пов'язані з ним, краще відбивають матеріальний добробут домогосподарств, зокрема, їхній рівень фактичного споживання.
У доповіді комісії Стігліца про вимірювання економічних результатів і соціального прогресу, в контексті оцінки матеріального добробуту рекомендується посилатися на доходи і споживання, а не на обсяг виробництва.